# Битка на реци Интомбе
Битка на реци Интомбе (енгл. Battle of Intombe), победа Зулуа на северном фронту током Англо-Зулу рата. Локалне домородачке снаге успешно су потукле једну чету британског 80. пука 12. марта 1879.

## Позадина
Капетан Моријарти, са 104 човека из 80. пешадијског пука, пратио је конвој кола са залихама од Дербија до Лунебурга. Када су стигли до газа на реци Интомбе (око четири миље од Лунебурга) откривено је да река расте, и до тренутка када је извидница (тридесет пет људи, под поручником Харвардом) прешла, било је немогуће превести натоварена кола. Због тога су кола постављена у табор на обали реке у облику троугла; и ту су остали сутрадан.

## Битка
Око 4 сата ујутро 12. марта зачуо се пуцањ, а британске трупе су скочиле на ноге, остајући под оружјем пола сата, када су се, пошто је све изгледало мирно, вратили у своје шаторе (после се показало да су стражари испред логора били изненађени и побијени од стране непријатеља) . Одједном се магла подигла, и велики одред Зулуа је без икаквог упозорења навалио и заузео табор, потиснувши британске трупе у реку. Група под поручником Харвардом, која се улогорила на супротној обали, отворила је жустру ватру, али је убрзо потиснута и принуђена да побегне према Лунебургу.

## Последице
Поручник Харвард, стигавши први на коњу у Лунебург, дигао је узбуну. Само четрдесет четири човека из овог одреда су преживела. Мајор Такер је организовао испад из Лунебурга, док се непријатељ полако повлачио. Кола и товар су спасени, а тела погинулих Британаца су сахрањена.